# Justina Morcillo
Justina Morcillo (La Plata, 9 de agosto de 2000) es una futbolista argentina que juega como centrocampista ofensiva para el Atlético de San Luis de la Liga MX Femenil de México. Desde 2019 es internacional con Argentina.

## Carrera

### Inicios
Inició en el club San José, a los 6 años en una escuelita de fútbol de Gonnet, en su ciudad natal jugando con varones, de volante por la derecha.

### River Plate
Llegó a River Plate a los 11 años y quedó seleccionada luego de unas pruebas, y luego, con 14 debutó en el primer equipo. En el millonario se convirtió en referente y capitana.
Fue parte del equipo que se consagró campeón del torneo 2016-17 y disputó la Copa Libertadores 2017 (donde se quedaron con el tercer puesto). En julio de 2019 fue una de las solo 18 jugadoras que firmó un contrato profesional con  River Plate. En 2020 disputó la Copa Libertadores de ese año, donde quedaron eliminadas al caer 0-1 ante Ferroviária (que se terminaría consagrando campeón).
En 2022 se consagra campeona de la Copa Federal de ese año.

### Atlético de San Luis
El 11 de julio de 2023 se oficializa como fichaje del Atlético de San Luis de la Liga MX.

## Selección nacional
Representó a selección juvenil sub-20. Carlos Borrello la convocó a la selección mayor y debutó para Argentina el 7 de noviembre de 2019, en un partido amistoso ganado a Paraguay. Morcillo inició como titular y en el segundo tiempo fue sustituida por Milagros Menéndez.

## Clubes
| Club                 | País      | Año         |
| -------------------- | --------- | ----------- |
| River Plate          | Argentina | 2014 - 2023 |
| Atlético de San Luis | México    | 2023 - 2024 |

## Palmarés

### Títulos nacionales
| Título                               | Club        | País      | Año  |
| ------------------------------------ | ----------- | --------- | ---- |
| Torneo Femenino 2016-17              | River Plate | Argentina | 2017 |
| Copa Federal de Fútbol Femenino 2022 | River Plate | Argentina | 2022 |

## Vida personal
Tiene una hermana, Carolina Morcillo, quien también es futbolista profesional.